# الضيقة العظيمة (المسيحية)
الضيقة العظيمة (او المحنة العظيمة، او الشدة الكبرى، بالانكليزية: Great tribulation) في علم الأخرة المسيحي هي فترة من الاضطرابات والكوارث التي ستسبق مجيء يسوع المسيح الثاني، عندما سيظهر عدو المسيح (Antichrist، او المسيح الدجال في الاسلام) ويشن حربًا ضد شعب المسيح، ويتبع ذلك ظهور يسوع المسيح في السماء ليقضي على عدو المسيح وجنوده، ليبدأ بعد ذلك عصر السلام الأبدي (الالفية).
هي فترة من سبع سنوات، مقسمة إلى قسمين: ثلاث سنوات ونصف من الضيقة الصغيرة، وثلاث سنوات ونصف من الضيقة العظيمة، كما ستحدث أيضًا العديد من الكوارث الطبيعية، مثل المجاعات والحروب والزلازل.

## الآيات
يستند هذا الاعتقاد إلى عدد من آيات الكتاب المقدس، كما قال يسوع في موعظة الزيتون في متى 24: 21-22:
"لأنه يكون حينئذ ضيق عظيم لم يكن مثله منذ ابتداء العالم إلى الآن، ولن يكون."
"وإن لم تقصر تلك الأيام لم يخلص كل جسد، ولكن من أجل المختارين تقصر تلك الأيام."

## الآراء
يعتقد المسيحيون أن الضيقة العظيمة ستكون حدثًا واقعيًا سيحدث في المستقبل. ومع ذلك، فإن هناك بعض المسيحيين الذين يعتقدون أنه مجرد رمز لصراع بين الخير والشر.